# 韓子熙
韩子熙（5世纪？—540年代？），字元雍，昌黎郡棘城县（今辽宁省义县西）人，南北朝北魏至东魏的官员、学者。韩兴宗之子，韩麒麟之孙。
韩子熙年少时就有学识。经崔光推荐，在清河王元怿麾下担任常侍，后转任郎中令。昔日，其父韩兴宗曾想将爵位让给弟弟韩显宗，韩显宗没有接受。韩子熙秉承父亲的意愿，在父亲去世后也没有继承爵位。韩显宗去世后，韩子熙接受了另外的爵位，将父亲的爵位让给了弟弟韩仲穆。守孝期满后，韩子熙再次侍奉清河王元怿。正光元年（520年），元叉杀害元怿，元怿的葬礼长期未能举行。韩子熙退居乡野，发誓只要元怿未能恢复名誉、举行葬礼，就终身不再出仕。孝昌元年（525年），灵太后重新掌权，元叉被解除领军职务，韩子熙便与元怿的旧部一同上书，请求为元怿恢复名誉。灵太后对他的行为表示赞赏，任命他为中书舍人。后来，刘腾的棺木被掘出，元叉被赐死，元怿得以恢复名誉。不久，韩子熙负责修撰国史，加授宁朔将军。过了一段时间，他被任命为著作郎，还兼任司州别驾，后转任辅国将军、鸿胪少卿。当时，他的堂弟韩伯华担任东太原郡太守，因受到齐州刺史元弼的侮辱，韩子熙哭着向朝廷申诉。魏孝明帝下令调查此事，元弼受到了谴责。
建义元年（528年），韩子熙兼黄门侍郎，不久后正任。尔朱荣俘获葛荣，并将其押送至洛阳，魏孝庄帝希望会见葛荣。韩子熙担心葛荣态度傲慢无礼，劝阻了这次会面。尔朱荣得知后大怒，请求惩处韩子熙，但孝庄帝赦免了他，没有追责。不久，韩子熙被加授征虏将军。邢杲叛乱后，韩子熙奉命前往安抚。邢杲假意投降，韩子熙信以为真，便率军撤退到乐陵。后来邢杲再次起兵反叛，韩子熙被召回洛阳，交付廷尉审理定罪，最终被免去死罪，罢官免职。过了一段时间，他担任了兼尚书吏部郎。普泰元年（531年），他担任通直散骑常侍、抚军将军、光禄大夫，不久后正式担任尚书吏部郎。魏孝武帝初年，他兼任著作郎。因有拥立孝武帝的功劳，被封为历城县开国子，加授卫将军、右光禄大夫衔。
东魏天平初年，韩子熙担任侍读，后又被任命为国子祭酒。他生活清贫俭朴，喜好清静。当时东魏刚迁都邺城，百官都配给了士兵，唯独国子祭酒被视为闲职，只配给了两名士兵。有人劝他上书陈情，韩子熙却拒绝道：“朝廷不给国子祭酒配兵，这与我韩子熙有什么关系呢？” 当时的舆论都认为他的这番话十分高雅。不久，韩子熙被授予骠骑将军衔。元象年间，又加授卫大将军衔。韩子熙与弟弟的妻子王氏生下两个儿子。他一直未正式娶妻，与寡妇李氏私通，生下三个儿子。王氏与李氏关系不和，长年互相诋毁，韩子熙为此深感羞耻，最终一病不起。兴和年间，魏孝静帝举行释奠礼，韩子熙担任侍讲，不久后便去世了。武定初年，他被追赠骠骑将军、仪同三司、幽州刺史。